# Tashkurgan (città)
Tashkurgan (cinese: 塔什库尔干; pinyin: Tǎshíkùěrgān; uiguro: تاشقۇرغان) o Taxkorgan è il capoluogo della Provincia Autonoma Tagica di Tashkurgan, una delle province della prefettura di Kashgar, nella Regione Autonoma Uigura dello Xinjiang, Cina. Il nome in lingua uigura significa fortezza (o torre) di pietra. Si trova a 3.300 m s.l.m. in una zona vicina ai confini con il Tagikistan, l'Afghanistan e il Pakistan.
È un antico centro di commercio di pecore, lana e derivati, specialmente tappeti; ed è circondata da frutteti. La popolazione è in maggioranza tagica di lingua sarikoli. Altre lingue parlate sono lo uiguro e il cinese, una piccola minoranza parla il wakhi (il Corridoio del Wakhan afgano è collegato a Tashkurgan dal passo del Vachir, o Wakhir ).
Il fiume Tashkurgan ha inizio subito a nord del passo Khunjerab e scorre verso nord lungo la strada del Karakorum verso Tashkurgan; subito prima della città svolta a est fino a raggiungere il bacino del Tarim dove si immette nel fiume Yarkand.

## Storia

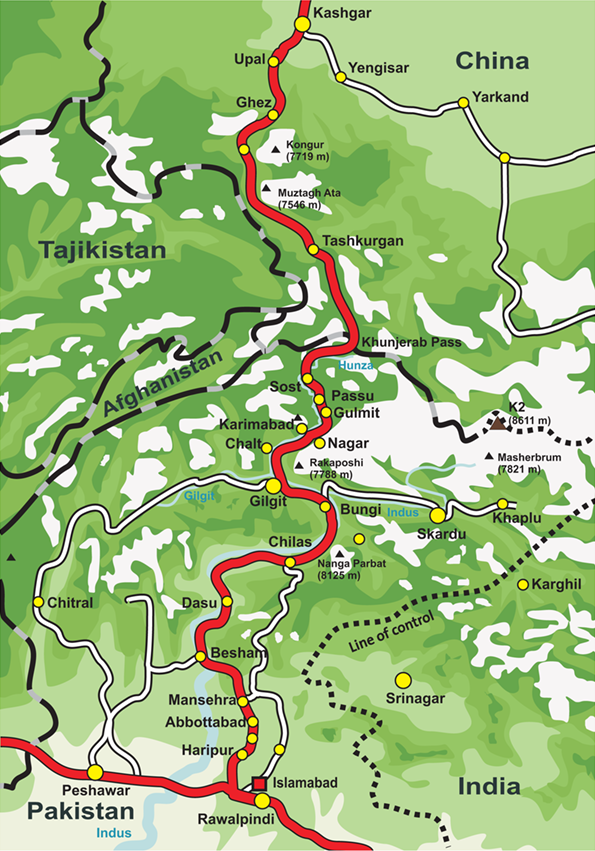
La strada del Karakorum

Tashkurgan era una delle tappe lungo la Via della seta. Convergevano qui le principali rotte carovaniere dirette verso nord a Kashgar; verso est a Karghalik; nel Badakhshan e nel Vacan in direzione ovest; e a sud-ovest, nelle zone settentrionali del Pakistan, verso Chitral e la valle dello Hunza.
Circa 2.000 anni fa, durante la dinastia Han, Tashkurgan era il principale centro del regno di Puli (蒲犁) ed è menzionato nel libro degli Han. Poi fu conosciuta come Varshadeh.
Secoli dopo Tashkurgan divenne la capitale del regno Sarikol (色勒库尔) e in seguito del Qiepantuo (朅盘陀) nell'area di influenza persiana. Nell'angolo nord-est della città si erge un'enorme fortezza della dinastia Yuan (1277-1367) conosciuta come "castello della Principessa" e soggetto di molte leggende locali. Le rovine di un tempio zoroastriano si trova poco distante.
Oggi, Tashkurgan si trova sulla strada del Karakorum che collega la Cina al Pakistan, da Kashgar a Islamabad, attraverso il passo Kunjerab. Pur non essendo vicina al confine è l'ultima città cinese e vi si svolgono i controlli di frontiera.